# 钩翅天蛾属
钩翅天蛾属（学名：Mimas）是鱗翅目天蛾科目天蛾族的一属。

## 分類
在舊的分類，本屬被歸類為天蛾科之下無感毛組的云纹天蛾亚科。

## 物種
- Mimas christophi - (Staudinger 1887)
- Mimas tiliae - (Linnaeus 1758)

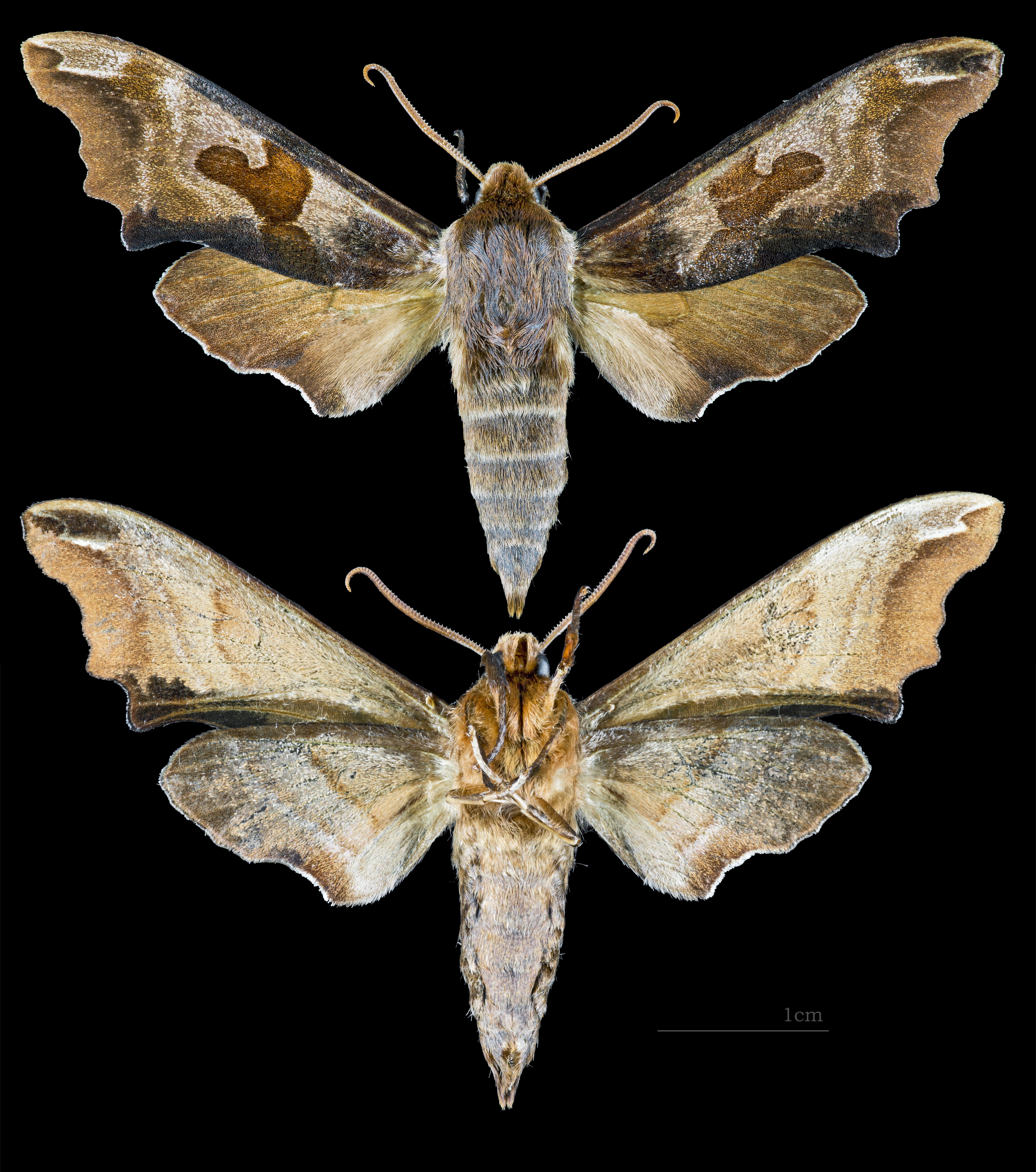
Mimas christophi
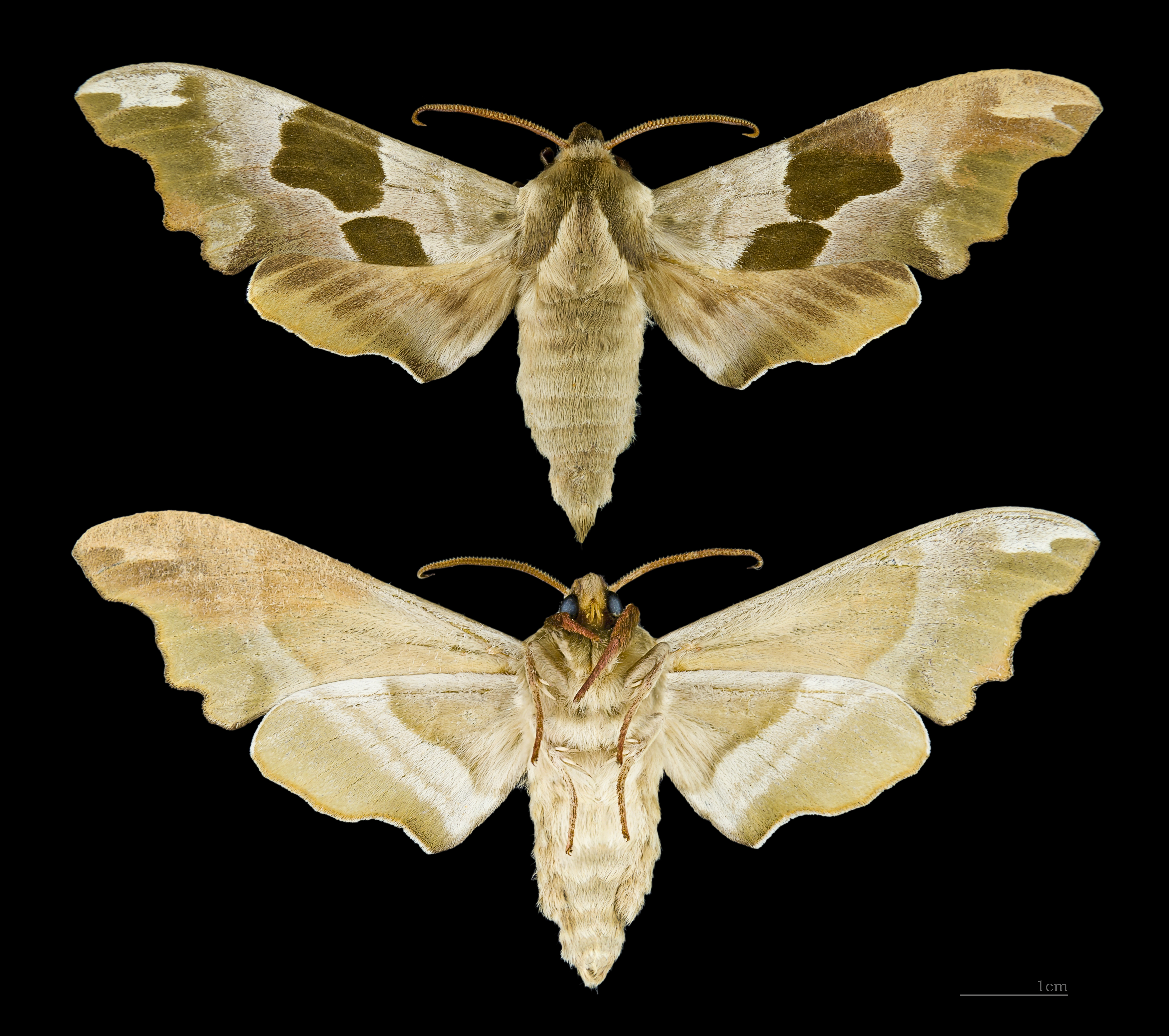
Mimas tiliae

## 外部連結
- 維基物種上的相關：钩翅天蛾属